# Neujanisroda
Neujanisroda ist ein Ortsteil der Stadt Naumburg (Saale) im Burgenlandkreis in Sachsen-Anhalt.

## Lage
Neujanisroda und Neuflemmingen sind Ortsteile der Stadt Naumburg. Sie liegen durch die Bundesstraße 88 getrennt dicht beieinander südlich der Stadt Naumburg. In dieser Gegend beginnt das Zeitzer-Altenburger-Lösshügelland, einem Ausläufer der Leipziger Tieflandbucht.

## Geschichte
Neujanisroda wurde 1948 als Neubauernsiedlung im Ergebnis der Bodenreform in Ostdeutschland erstmals urkundlich genannt. Der Ort gehörte zu Neuflemmingen.
1992 wurde die Siedlung verwaltungsmäßig Janisroda unterstellt, während Neuflemmingen nach Naumburg eingemeindet wurde. Am 1. Januar 2010 wurden beide Dörfer nach Naumburg eingemeindet. In der Neubauernsiedlung lebten 2010 insgesamt 44 und in Janisroda 210 Personen.